# Martin Stöhr
Martin Stöhr (* 2. prosince 1970, Zlín) je český básník a nakladatelský a časopisecký redaktor.

## Život
Vystudoval Pedagogickou fakultu Univerzity Palackého v Olomouci, obor český jazyk a výtvarná výchova. Po studiích přesídlil natrvalo do Brna, kde začal pracovat v nakladatelství a časopise Host jako redaktor. Se svou ženou Pavlou založili edici MaPa, v níž vlastním nákladem v malém množství vydávají knihy českých básníků. Žije a pracuje v Brně.
Vlastní básně a literární publicistiku uveřejňuje či uveřejňoval již od počátku devadesátých let v periodikách Akord, Aluze, Host, Literární noviny, Pandora, Prostor Zlín, Psí víno, Sedmá generace, Souvislosti, Texty, Tvar ad.

## Dílo
V devadesátých letech patřil Martin Stöhr k okruhu básníků kolem časopisu Host. K němu se dále řadili básníci Tomáš Reichel, Pavel Petr či Petr Čichoň. Pojítkem poetik těchto autorů bylo spirituální ladění jejich poezie. Miroslav Balaštík však do spirituálního proudu poezie let devadesátých zařadil pouze Stöhra a Reichela. Mezi charakteristické rysy této linie poezie patří fyzické vidění skutečnosti s útržky reálných dějů či s popisem prostoru a vyvolávání jména konkrétního místa. Nazíraná realita získává status symbolu. Časté je užití křesťanských motivů, umístění do krajiny – na venkov. Vesnice představuje prostor, v němž přetrvaly tradice a řád, rituální způsob života. Akcentování řádu těsně souvisí i s tendencí k rýmu a k rytmizování verše.
Z těchto kontur vychází i Stöhrův básnický debut Teď noci (1995) i následující sbírka Hodina Hora (1998). „Stöhrův lyrický subjekt neustále vstupuje do komunikace a interakce s přírodním světem, který ho obklopuje. Dokonce se tu jakoby ztrácí hranice mezi vnitřním světem subjektu a okolním ‚objektivním‘ světem. V prvotině píše: ‚sám se / vidím v kůži z kůry jabloní‘.“ Nezřídka se objevují motivy nehybnosti, chladu a ticha – skrývající v sobě tušení smrti Kristovou objetí. Stöhrovy verše jsou typické svou střídmostí, úsporností ve výrazu, střídají se verše víceslabičné s méněslabičnými, což strofu rytmizuje.
Ve sbírce Přechodná bydliště (2004) básník přehodnotil svůj vztah ke křesťanské religiozitě. Začíná s Bohem polemizovat. Potvrzuje to například v básni Lullaby, v níž čteme dialog: „Synu můj, můj synu / proč jsi mne opustil? // A ty jsi tady byl?“ Básnický výraz je oproti předcházejícím sbírkám civilnější, ubývá křesťanských motivů, vedle venkova se objevuje obraz města (Brno), přibývá ironie. Rým se nevyskytuje tak často, ale nevytratil se. Střídmost ve výrazu „evokuje soustředěnost mluvčího, introverzi, zaměřenost na detail a zvýznamnění každého motivu“. Ústředním motivem sbírky se stává pomíjivost, neukotvenost dějů a věcí ve světě, která vyvolává neklid. Proto se básník snaží slovy zachytit prchající okamžik všedního dne. Za sbírku obdržel Stöhr v roce 2005 Cenu Jana Skácela.
Poslední sbírkou básníka je Užitá lyrika (2020).

### Poezie
- Teď noci (1995)
- Hodina Hora (1998)
- Přechodná bydliště (2004)
- Smích ze snu (2012)
- Když v Brně sněží, padá to pomalu, podle not na tympány (2019) Dostupné z https://issuu.com/casopishost/docs/stohr_kdyz-v-brne-snezi
- Užitá lyrika (2020)
- Andělské zelí (2020) Dostupné z https://issuu.com/casopishost/docs/martin_issuu

### Zastoupení v antologiích a sbornících
- Adresa: Gottwaldov 2 (1987)
- Adresa: Zlín (1990)
- Šuplík (1990)
- Literární harenda (1993)
- Hosté na svatbě nebes a země. Sborník k šedesátinám Jiřího Kuběny (1996)
- Cestou (2003)
- Co si myslí andělíček (2004)
- Antologie nové české literatury 1995–2004 (2004)
- S tebou sám (2005)
- Antologie české poezie II. díl /1986–2006/ (2007)
- Po městě, jež je mi souzeno (2007)

#### Studie a články
- Balaštík, Miroslav: Martin Josef Stöhr: Teď noci, Sborník prací filozofické fakulty brněnské univerzity. Řada literárněvědná 1 (1998).
- Balaštík, Miroslav: Postgenerace. Zátiší a boje poezie 90. let 20. století (2010).
- Cekota, Petr: Samota chycená tmou, Host 5 (1997), též in Noci bezmoci (1997).
- Kopáč, Radim: Kouř jako med, Pomalá slunce hlasů. K nové české literatuře (2005).
- Machala, Lubomír: Olomoucká polistopadová poezie, Bohemica Olomucensia 1 – Litteraria 1 (2009).
- Piorecký, Karel: Mladí spirituální poezie devadesátých let, Česká literatura 1 (2008).
- Štolba, Jan: Básník z podhledu, Nedopadající džbán. Úvahy o básnících a poezii (2006).
- Zizler, Jiří: V souřadnicích volnosti  (2008).

#### Recenze
- Exner, Milan: Host 5 (1996).
- Exner, Milan: „Jiná Morava“ Martina Stöhra, Tvar 6 (2004).
- Harák, Ivo: Reparát z ontologie, Pandora 13 (2006).
- Jareš, Michal: „… a básník, který ví / jak je to uděláno“, Tvar 6 (2004).
- Kopáč, Radim: Petrov a Host: pět nových básnických knížek, Babylon 7 (2003–2004).
- Kotrla, Pavel: O jistotách, obavách a slovu Pane, Tvar 16 (1998). Dostupné z: http://recenze.kotrla.com/r013.php
- Piorecký, Karel: Přechodné bydliště: Poezie, Tvar 6 (2004).
- Putna. Martin C.: Zápisník VII, Souvislosti 4 (1995).
- Stanzel, Vladimír: Host 8 (1998).
- Trávníček, Jiří: Stöhrova třetí čili umění umět a umění neumět, Host 4 (2004).
- Trávníček, Mojmír, Proglas 1/2 (1996).
- Všetička, František: Tam pod ráhny žeber, LitN 4 (1999). Dostupné z: http://archiv.ucl.cas.cz/index.php?path=LitNIII/10.1999/4/7.png
- Zizler, Jiří: Čas, přechodnost, čas, LitN 24 (2004). Dostupné z: http://archiv.ucl.cas.cz/index.php?path=LitNIII/15.2004/24/8.png

#### Rozhovory
- Horák, Ondřej: Česká literatura je příliš malým písečkem na to, abychom si mohli dovolit luxus zaťatosti…, Tvar 15 (2001).

#### Ukázky z tvorby
- https://web.archive.org/web/20160306015227/http://www.advojka.cz/archiv/2007/12/_37297
- https://web.archive.org/web/20151013022450/http://www.aluze.cz/2010_02/01_poezie_stohr.php
- http://casopis-texty.cz/texty/No42/poezie.html#stöhr
- http://www.rozhlas.cz/brno/zelnyrynk/_zprava/fejeton-martin-stohr-zavata-stezka-stop--1011180